# U.K. (formație)
U.K. a fost un supergrup britanic de rock progresiv ce a activat inițial pentru scurtă durată, din 1977 până în 1980 și apoi între 2011–2015.

## Membrii formației
- John Wetton (n. 1949)
- Bill Bruford (n. 1949)
- Eddie Jobson (n. 1955)
- Allan Holdsworth (n. 1946)
- Terry Bozzio (n. 1950)

## Discografie

### Albume de studio
| An   | Album        | US | UK |
| ---- | ------------ | -- | -- |
| 1978 | U.K.         | 65 | 43 |
| 1979 | Danger Money | 45 | -  |

### Albume live
| An   | Album                    | US  | UK | Note                                                          |
| ---- | ------------------------ | --- | -- | ------------------------------------------------------------- |
| 1979 | Night After Night        | 109 | -  | Live 1979 Nakano Sun Plaza and Seiken Kan, Tokyo, Japan       |
| 1999 | Concert Classics, Vol. 4 | -   | -  | Live 1978. Re-released as Live in America and Live in Boston. |
| 2013 | Reunion - Live in Tokyo  | -   | -  | Live 2011.                                                    |
| 2015 | Curtain Call             | -   | -  | Live 2013.                                                    |

### Single-uri
| An   | Single               | UK | Album             | B-Side                |
| ---- | -------------------- | -- | ----------------- | --------------------- |
| 1978 | In the Dead of Night | -  | U.K.              | Mental Medication     |
| 1979 | Nothing To Lose      | 67 | Danger Money      | In The Dead Of Night  |
| 1979 | Rendezvous 6:02      | -  | Danger Money      | In The Dead Of Night  |
| 1979 | Night After Night    | -  | Night After Night | When Will You Realize |

### Videoclipuri
| An   | Detalii                |
| ---- | ---------------------- |
| 2013 | Reunion: Live in Tokyo |
| 2015 | Curtain Call           |